# Gramada
Gramada (Bulgaars: Грамада) is een stadje in de  Bulgaarse  oblast oblast Vidin. De stad Gramada is de hoofdplaats van de gelijknamige gemeente Gramada. Op 31 december 2018 telt het stadje 1243 inwoners, terwijl de gemeente Gramada, inclusief zeven andere dorpen, zo'n 1742 inwoners telt.  Net als elders in Noordwest-Bulgarije neemt de bevolking in een rap tempo af.

## Geografie
De stad Gramada ligt 8 km ten zuidwesten van de rivier de Donau. De belangrijkste stad in de regio,  Vidin, ligt op zo'n 30 km afstand. De Bulgaarse hoofdstad  Sofia ligt op ruim 200 km afstand. 
Het hoogste punt van de gemeente Gramada bevindt zich in het meest westelijke deel, ten noordwesten van het dorp Brankovtsi, aan de grens met de gemeente  Koela op 314 meter boven de zeespiegel.
Het totale  bosareaal van de gemeente Gramada bedraagt ongeveer 37 vierkante kilometer of circa 20% van het totale landoppervlak.

## Bevolking
De afgelopen halve eeuw heeft Gramada te kampen met een ernstige bevolkingsafname. Sinds de volkstelling van 2001 is de bevolking van de gemeente met zo’n 45% afgenomen, terwijl de stad Gramada een bevolkingskrimp van 41% heeft meegemaakt. De ontvolking vindt met name plaats op het platteland. De zeven dorpen die tot de gemeente Gramada behoren, telden in het jaar 1934 opgeteld zo’n 6410 inwoners. Ongeveer 84 jaar later, op 31 december 2018, tellen deze dorpen gezamenlijk 499 inwoners. De bevolking die leeft in dorpen op het platteland is dus met ruim 92% geslonken in minder dan een eeuw tijd. De ontvolking van Noordwest-Bulgarije is het gevolg van decennialange emigratie van jongvolwassenen naar steden als  Sofia en naar het buitenland. Hierdoor  vergrijst de bevolking in een rap tempo. Op 31 december 2018 is al zo’n 44% van de bevolking van de gemeente Gramada 65 jaar of ouder, terwijl 80-plussers al gauw 10% van de bevolking uitmaken. Gramada telt meer 80-plussers dan  kinderen onder de 15 jaar oud. 
| stad Gramada     | 4404  | 4668  | 4817  | 4178 | 3513 | 3005 | 2633 | 2111 | 1454 | 1243 |
| gemeente Gramada | 10814 | 11096 | 10502 | 8199 | 6100 | 4818 | 4126 | 3196 | 2007 | 1742 |

#### Bevolkingssamenstelling
De bevolking van Gramada is vrij homogeen. Etnische Bulgaren vormen 98% van de bevolking van de stad Gramada. De enige minderheidsgroep vormen de  Roma, alhoewel er slechts 25 zijn geregistreerd ten tijde van de volkstelling van 2011 (2% van de bevolking). De dorpen op het platteland zijn uitsluitend bewoond door etnische Bulgaren. 

#### Religie
Van de 2.007 inwoners hebben er 1.937 gereageerd op de optionele volkstelling van 1 februari 2011. Hiervan zijn er 1.605 lid van de Bulgaars-Orthodoxe Kerk (83%) en 52 inwoners zijn niet-religieus (3%). Zo’n 280 inwoners hebben aangegeven liever geen antwoord willen geven op de optionele vraag (14%).

## Nederzettingen
De gemeente Gramada bestaat uit 1 stad en 7 dorpen. In totaal wonen er eind 2018 zo’n 1742 mensen in de gemeente Gramada. 
| Plaats              | Cyrillisch        | Bevolking (31 december 2018) |
| ------------------- | ----------------- | ---------------------------- |
| stad Gramada        | град Грамада      | 1243                         |
| dorp Bojanovo       | село Бояново      | 10                           |
| dorp Brankovtsi     | село Бранковци    | 78                           |
| dorp Medesjevtsi    | село Медешевци    | 59                           |
| dorp Miltsjina Laka | село Милчина лъка | 41                           |
| dorp Sratsimirovo   | село Срацимирово  | 53                           |
| dorp Tosjevtsi      | село Тошевци      | 208                          |
| dorp Vodna          | село Водна        | 50                           |
| gemeente Gramada    | Община Грамада    | 1742                         |